# Calosoma fischeri
Calosoma (Callisthenes) fischeri – gatunek chrząszcza z rodziny biegaczowatych, podrodziny Carabinae i plemienia Carabini.
Gatunek ten został opisany przez Gotthelfa Fischera von Waldheima w 1842 roku. Jako lokalizację typową wskazał on confins de la Chine.
Krótkoskrzydły tęcznik, osiągający od 17 do 21 mm. Spośród pozostałych przedstawicieli podrodzaju Callisthenes wyróżnia się żywym, jaskrawym ubarwieniem.
Gatunek endemiczny dla Mongolii, gdzie jest szeroko rozprzestrzeniony w środkowej i południowo-zachodniej części kraju. Podawany m.in. z ajmaków: gobijsko-ałtajskiego, selengijskiego i bulgańskiego.
Spotykany od maja do sierpnia na rzędnych od 1500 do 1900 m n.p.m..